# Cuturi, Cosău
Cuturi (în ucraineană Кути, transliterat: Kutî, în poloneză Kuty, în armeană Կուտի, în germană Kutten, în idiș קוטוב) este o așezare de tip urban din raionul Cosău, regiunea Ivano-Frankivsk, Ucraina. În afara localității principale, nu cuprinde și alte sate.
Ea este situată pe râul Ceremuș. Este un centru istoric al zonei, numele localității dând numele regiunii istorice Pocuția. Populația orășelului este de 4.272 (2001).

## Demografie
Componența lingvistică a așezării de tip urban Cuturi
     Ucraineană (98,57%)
     Rusă (1,12%)
     Alte limbi (0,14%)
Conform recensământului din 2001, majoritatea populației așezării de tip urban Cuturi era vorbitoare de ucraineană (98,57%), existând în minoritate și vorbitori de rusă (1,12%).